# Tiburtus
Dans la mythologie romaine, Tiburtus (ou Tiburnus) est le fils aîné de Catillus et le petit-fils d'Amphiaraos. Il est selon Virgile dans le livre VII de l'Énéide le fondateur de la ville de Tibur en Italie. Ses frères sont Coras et Catillus (fils). Tous trois combattirent Énée en aidant Turnus. Virgile compare Coras et Catillus à des « centaures », permettant de supposer qu'ils combattaient à cheval.